# Ключ 52
| 幺                     | 幺              | 幺              |
| ---------------------- | --------------- | --------------- |
| 51                     | 52              | 53              |
| Піньінь:               | yāo             | yāo             |
| Чжуїнь:                | ㄧㄠ            | ㄧㄠ            |
| Вейд-Джайлз:           | yao1            | yao1            |
| Ютпхін:                | jiu1            | jiu1            |
| Он:                    |                 |                 |
| Кун:                   |                 |                 |
| Кандзі:                | 糸頭 itogashira | 糸頭 itogashira |
| Хун:                   | 작을 jageul     | 작을 jageul     |
| Им:                    | 요 yo           | 요 yo           |
| Індекс у Вікісловнику: | 幺              | 幺              |

Ключ 52 — ієрогліфічний ключ, що означає короткий або крихітний і є одним із 31 (загалом існує 214) ключа Кансі, що складаються з трьох рисок.
У Словнику Кансі 50 символів із 40 030 використовують цей ключ.

## Символи, що використовують ключ 52

Як писати ієрогліф.

| кількість рисок | ієрогліфи |
| --------------- | --------- |
| без додаткових  | 幺        |
| 1 додаткова     | 幻        |
| 2 додаткові     | 幼        |
| 6 додаткових    | 幽        |
| 9 додаткових    | 幾        |